# Christgau's Record Guide: Rock Albums of the Seventies
Christgau's Record Guide: Rock Albums of the Seventies est un livre de référence sur la musique du journaliste et essayiste américain Robert Christgau. Il est publié pour la première fois en octobre 1981 par Ticknor and Fields . Le livre rassemble environ 3000 critiques d'album de Christgau, dont la plupart sont écrites à l'origine pour sa colonne Consumer Guide pour The Village Voice dans les années 1970. Les entrées contiennent des détails annotés sur la sortie de chaque disque et couvrent différents genres liés à la musique rock.
Les critiques de Christgau sont inspirées par un intérêt pour les dimensions esthétiques et politiques de la musique populaire, une croyance qu'elle pourrait être consommée intelligemment et un désir de communiquer ses idées aux lecteurs d'une manière divertissante, provocante et compacte. De nombreuses critiques plus anciennes ont été réécrites pour que le guide reflète son point de vue modifié et son approche stylistique mature. Il a entrepris un processus de préparation intense pour le livre en 1979 et 1980, ce qui a temporairement gêné à la fois sa connaissance de la musique actuelle et son mariage avec sa collègue écrivain Carola Dibbell, qu'il a plus tard crédité comme une influence sur son travail.
Le guide est très bien reçu, notamment pour sa discographie étendue, le jugement de Christgau et son écriture colorée. Les critiques notent également ses goûts prononcés, ses commentaires analytiques, son langage concis et ses plaisanteries critiques. Un incontournable des ouvrages de référence de l'ère rock, Christgau's Record Guide est devenu très populaire dans les bibliothèques comme source d'études musicales populaires et comme guide faisant autorité pour les autres critiques, les collectionneurs de disques et les magasins de musique, influençant le développement de normes critiques pour l'évaluation de la musique. Il est ensuite apparu sur plusieurs listes d'experts de la meilleure littérature musicale populaire.
Christgau's Record Guide est réimprimé plusieurs fois sous forme de livre et plus tard sur le site Web de Christgau dans son intégralité. Deux autres collections de son Guide du consommateur ont été publiées, compilant ses critiques de capsules des années 1980 et 1990, respectivement.

## Contexte

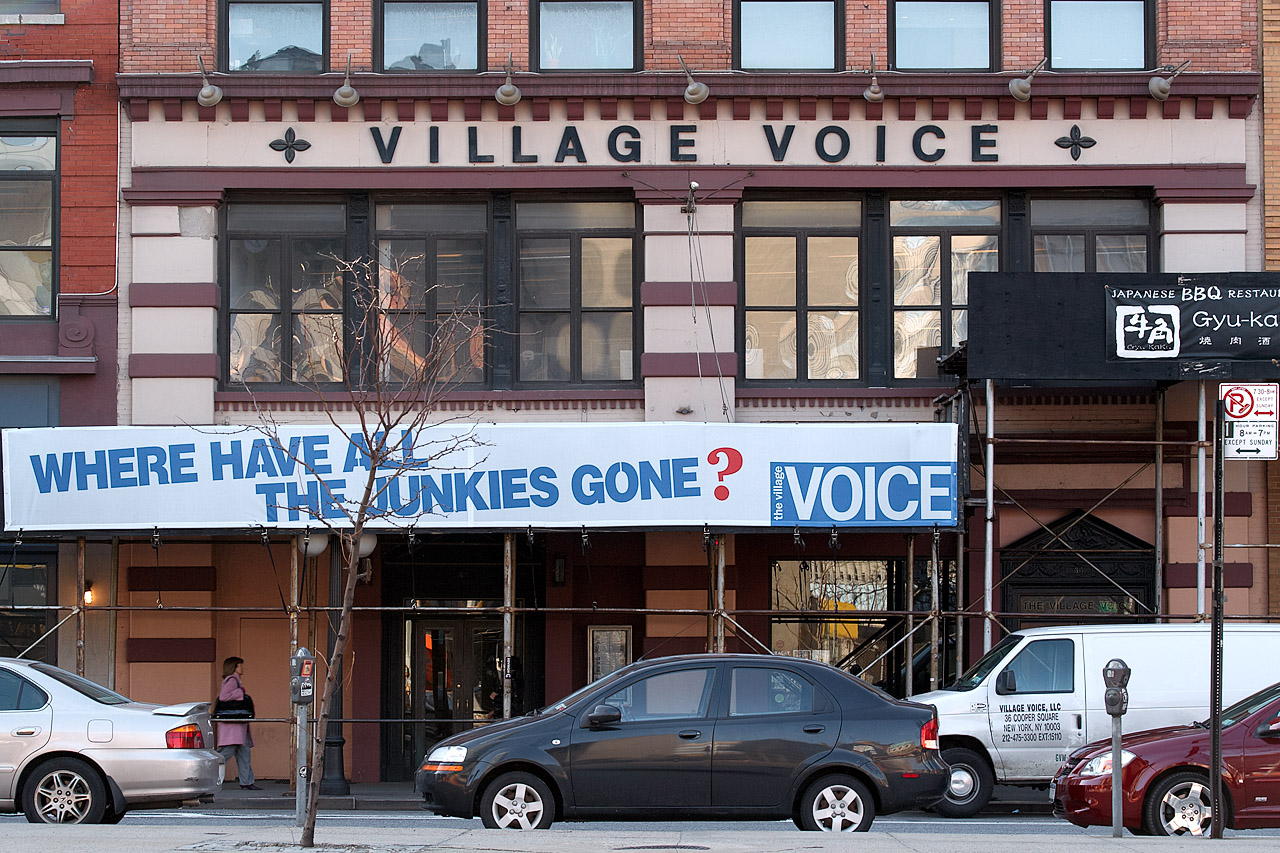
Le livre est issu de la chronique de Christgau dans The Village Voice (ancien siège social photographié en 2008).

En 1969, Robert Christgau commence à examiner les sorties d'albums contemporains dans sa colonne Consumer Guide, qui a été publiée plus ou moins mensuellement dans The Village Voice — un hebdomadaire alternatif local à New York — et pendant de brèves périodes dans les magazines Newsday et Creem dans les années 1970. Sa méthode consiste à sélectionner environ 20 albums à analyser avec en moyenne environ 50 mots chacun et d'attribuer à chaque album une note sur une échelle de A-plus à E-minus. La colonne est créée d'un accord entre The Village's Voice et Christgau — lui allouant un article de 2500 mots par mois — et de par son désir de fournir aux acheteurs potentiels d'albums une note, y compris ceux qui ne passent pas suffisamment à la radio. Certaines des premières colonnes de Christgau ont été réimprimées dans son premier livre, Any Old Way You Choose It, une anthologie d'essais précédemment publiés dans Voice and Newsday en 1973.
Parmi les plus vénérés et les plus influents des premiers critiques de rock, Christgau écrit son Consumer Guide avec la conviction que la musique populaire pouvait être consommée intelligemment et discutée d'une manière similaire aux livres de la critique littéraire. Ses opinions et ses enthousiasmes pour la musique ont été inspirés par la politique de gauche, les principes de l'humanisme et de la laïcité, et un intérêt à trouver de nouvelles compréhensions des dimensions esthétiques et politiques dans l'intersection de la culture populaire avec l'avant-garde . En tant que journaliste, il voulait transmettre ses conclusions en toute confiance et d'une manière qui divertirait et provoquerait son lectorat. En tant que tel, son écriture a pris un style densément compressé comprenant un langage insultant, de l'argot, des apartés personnels et des allusions de haut niveau destinées à engager les lecteurs avec une connaissance approfondie de la culture et de l'histoire de la musique, y compris le canon de la musique populaire et les métanarratifs de musiciens spécifiques.
Au cours des années 1970, Christgau a élargi le lectorat de The Village Voice à l'échelle nationale grâce à son leadership rédactionnel et éditorial, transformant le journal en un lieu de choix pour la critique de musique populaire à une époque où le domaine commençait à culminer en influence culturelle. Sa propre réputation s'est développée en tant que premier écrivain américain du domaine, avec un suivi culte de la colonne "Consumer Guide".

## Préparation

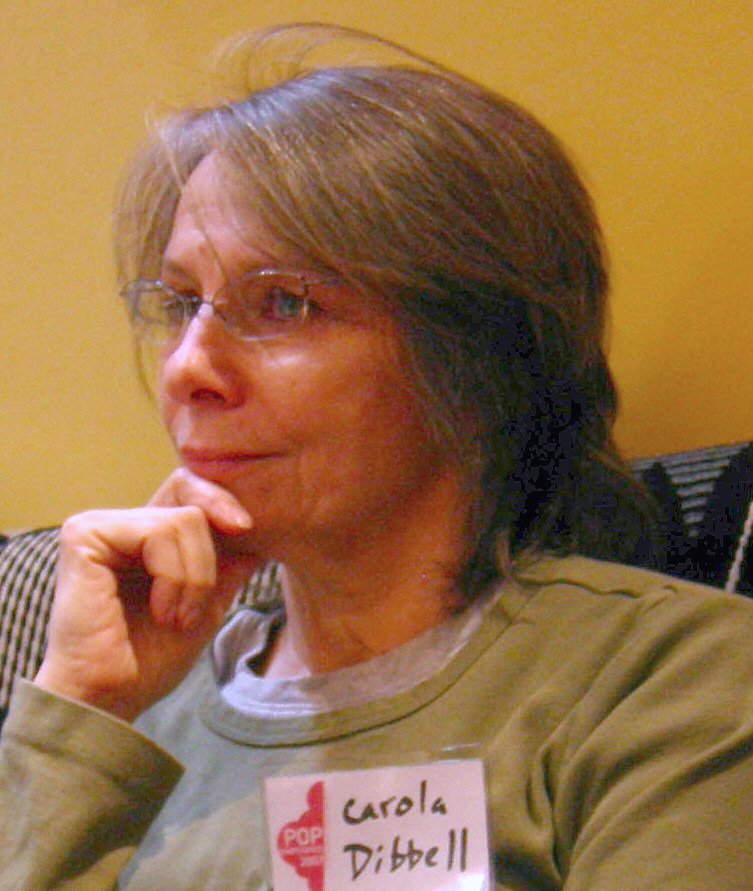
Le travail intense de Christgau sur le livre a temporairement tendu son mariage avec Carola Dibbell (2007). Il lui a ensuite consacré le livre.

À la fin des années 1970, Christgau conçoit un livre qui recueillerait les critiques de ses chroniques tout au long de cette décennie. Il commence à présenter le Record Guide de Christgau aux éditeurs au début de 1979 et reçoit un contrat d'édition peu de temps après. Il s'est vite rendu compte que le livre proposé ne représenterait pas adéquatement la décennie à moins qu'il n'ait considérablement révisé et élargi ses colonnes existantes. Il pense alors que son ensemble actuel de critiques ignore les artistes musicaux importants et comprend probablement moins des deux tiers du matériel nécessaire pour le livre. En juillet de la même année, il prend des vacances et quitte New York pour le Maine avec sa femme, la collègue écrivaine Carola Dibbell, pour travailler sur le livre. Ils affrétent un hangar à bateaux et apportent avec eux une chaîne stéréo et de nombreux disques LP . Comme le rappelle Christgau dans ses mémoires Going Into the City (2015), « J'avais des centaines d'enregistrements à découvrir, des centaines à trouver, des centaines à réécouter, des centaines à retoucher ».
Christgau continue à travailler sur le livre après son retour à New York. Il est considérablement aidé par l'accès à la discothèque de son voisin, son collègue journaliste Vince Aletti, qui possède tous les albums de Polydor de James Brown à peine catalogués des années 1970. En commençant par Brown, Christgau réexamine les discographies des principaux artistes de manière chronologique pour limiter le recul dans l'écriture. « Lorsque cela est possible », a-t-il dit, « j'ai empilé les artistes que j'avais réellement envie d'entendre ce jour-là sur le changeur dans l'idée d'effrayer le petit sentiment excité au creux de mon estomac sans lequel je répugne à donner à un album un A ». Les travaux se sont intensifiés en 1980 ; du début de février à la fin de juillet, il passe chaque jour à préparer le livre. Racontant dans ses mémoires, il dit travailler 14 heures par jour lorsqu'il était « en mode livre », ce qui « était si exténuant que pendant la majeure partie de 1980, j'étais à peine au courant de la musique du moment, le seul hiatus de ce genre depuis maintenant cinquante ans ».
L'immersion intense de Christgau dans la préparation du livre a également mis à rude épreuve son mariage avec Dibbell, tout comme leurs efforts pour surmonter l'infertilité. Selon ses mots, le guide a presque ruiné sa vie personnelle : « Nous avons reporté une nouvelle stratégie parentale. Nous ne sortions presque jamais. L'appartement a sombré dans de nouvelles profondeurs de désarroi alors que les LP et le papier migraient dans la salle à manger. Et vu que j'étais à la maison chaque minute avec la stéréo allumée, mon partenaire de vie ne pouvait jamais être seule, avec elle-même ou avec son travail ». L'admission d'une affaire par Dibbell conduit à une brève séparation avant qu'elle et Christgau ne se réunissent avec un engagement plus fort l'un envers l'autre, reflété dans la dédicace du livre: « À CAROLA - PLUS JAMAIS ». Pendant qu'ils réparent leur relation, Christgau ralentit son rythme de travail en août 1980 tout en permettant à Dibbell de « fournir les modifications difficiles dont j'avais besoin ». Dans ses mémoires, il rend hommage à son influence sur son travail : « Sa réactivité esthétique était sans fin ... personne n'a affecté mon écriture comme Carola ». Christgau finit le guide à la mi-septembre, en soumettant le manuscrit quelques semaines après la date limite de son éditeur.

## Contenu et portée
Christgau's Record Guide recueille environ 3 000 critiques d'albums des années 1970. Les critiques sont classées par ordre alphabétique, par nom d'artiste, et accompagnées d'annotations pour chaque enregistrement. Christgau a reclassé certains albums plus anciens pour refléter son changement de perspective, tout en omettant les autres enregistrements et textes des colonnes originales au profit de nouveaux éléments. Une grande partie du matériel n'avait pas été publiée auparavant, car plus de la moitié des critiques originales ont été développées et largement révisées par Christgau pour le guide, en particulier celles couvrant la première moitié de la décennie. « Une grande partie des premiers documents CG a été réécrite pour le livre pour une raison », a expliqué Christgau : « Je n'ai pas fait évoluer mon approche stylistique actuelle à haute densité jusqu'en 1975 environ ». Il veut conserver autant que possible des parties du texte original, « non seulement pour modifier la formulation mais pour injecter ce que je pouvais ressentir du moment ».
Le livre couvre des albums de différents genres liés au rock, notamment le hard rock, le heavy metal, le punk rock, le funk, la disco, la soul, le blues, le country et le reggae. En ce qui concerne sa portée, Christgau a déclaré qu'il « avait essayé de classer tous les albums de rock des années 70 qui valaient la peine d'être possédés » et ce qu'il appelle la musique « semi-populaire », tout en conservant une perspective d'être « à égalité » avec les auditeurs de rock. Les critiques comportent souvent des commentaires analytiques sur la signification esthétique ou culturelle de la musique, ainsi que des blagues. Par exemple, sa critique de l'album de Leonard Cohen Live Songs  (1973) déclare que Cohen « risque de devenir le Pete Seeger de l'existentialisme romantique », tandis que l'album des Doobie Brothers Takin 'It to the Streets (1976) est décrit en une seule phrase: « Vous pouvez conduire un Doobie au studio d'enregistrement, mais vous ne pouvez pas le faire réfléchir. ».
Le livre est accompagné d'essais d'introduction de Christgau, y compris un aperçu historique du rock et une explication de son système de classement; un enregistrement A-plus est défini comme «un chef-d'œuvre conçu de manière organique qui rembourse une écoute prolongée», tandis que «les enregistrements E sont fréquemment cités comme preuve qu'il n'y a pas de Dieu». Toute autre musique digne de mention est reléguée à deux pages de listes vers la fin du guide, intitulée "Who Cares?" et "Meltdown". La dernière section du livre, intitulée "A Basic Record Library", répertorie les albums qu'il considérait comme les documents essentiels des années 1950, 1960 et 1970, respectivement.

## Historique des publications
Christgau's Record Guide: Rock Albums of the Seventies est publié pour la première fois en octobre 1981 par Ticknor & Fields à New Haven, Connecticut. Il est sorti à un moment où les librairies ont vu un afflux de livres de référence de musique rock pendant que les éditeurs se faisaient concurrence pour le marché. Le livre est publié au Royaume-Uni l'année suivante par le biais de l'empreinte Vermilion de Londres, et a été réimprimé en 1985 par Houghton Mifflin à New York.
En 1990, Christgau's Record Guide est réimprimé par Da Capo Press sous le titre Rock Albums of the Seventies: A Critical Guide. Dans l'introduction de la réimpression, Christgau mentionne qu'il a révisé une partie du contenu. Il est suivi par Christgau's Record Guide: The '80s cette même année et Christgau's Consumer Guide: Albums of the '90s en 2000, formant une série de trois volumes de livres compilant les critiques de capsules. Le contenu des trois collections du «Guide du consommateur» a été mis à disposition gratuitement sur le site Web de Christgau lors de sa mise en ligne en 2001 avec l'aide de son collègue critique et concepteur de sites Web Tom Hull.